# Tiro esportivo nos Jogos Europeus de 2015 - Skeet misto
A competição skeet misto foi um dos eventos do tiro esportivo nos Jogos Europeus de 2015, em Baku, no Azerbaijão. Foi disputada no Centro de Tiro de Baku no dia 22 de junho.

## Calendário
Horário de verão do Azerbaijão (UTC+5).
| Data        | Horário | Fase         |
| ----------- | ------- | ------------ |
| 22 de junho | 09:30   | Qualificação |
| 22 de junho | 13:30   | Semifinal    |
| 22 de junho | 14:45   | Final        |

## Medalhistas
| Ouro   | ITA Valerio Luchini e Diana Bacosi         |
| Prata  | CYP Georgios Achilleos e Andri Eleftheriou |
| Bronze | FRA Anthony Terras e Lucie Anastassiou     |

## Resultados

### Qualificação
O resultado da qualificação foi seguinte.
| Pos. | Equipe                | Series | Series | Total | Notas |
| Pos. | Equipe                | 1      | 2      | Total | Notas |
| ---- | --------------------- | ------ | ------ | ----- | ----- |
| 1    | Chipre (CYP)          | 49     | 48     | 97    |       |
|      | Andri Eleftheriou     | 24     | 24     | 48    |       |
|      | Georgios Achilleos    | 25     | 24     | 49    |       |
| 2    | Itália (ITA)          | 48     | 45     | 93    | +2    |
|      | Diana Bacosi          | 24     | 23     | 47    |       |
|      | Valerio Luchini       | 24     | 22     | 46    |       |
| 3    | Alemanha (GER)        | 46     | 47     | 93    | +1    |
|      | Christine Wenzel      | 22     | 24     | 46    |       |
|      | Ralf Buchheim         | 24     | 23     | 47    |       |
| 4    | Eslováquia (SVK)      | 45     | 46     | 91    | +4    |
|      | Danka Barteková       | 23     | 23     | 46    |       |
|      | Štefan Zemko          | 22     | 23     | 45    |       |
| 5    | França (FRA)          | 45     | 46     | 91    | +3    |
|      | Lucie Anastassiou     | 20     | 21     | 41    |       |
|      | Anthony Terras        | 25     | 25     | 50    |       |
| 6    | Chéquia (CZE)         | 47     | 43     | 90    | +2    |
|      | Libuše Jahodová       | 22     | 19     | 41    |       |
|      | Jan Sychra            | 25     | 24     | 49    |       |
| 7    | Rússia (RUS)          | 45     | 45     | 90    | +1    |
|      | Anastasia Krakhmaleva | 21     | 22     | 43    |       |
|      | Valeriy Shomin        | 24     | 23     | 47    |       |
| 8    | Ucrânia (UKR)         | 47     | 42     | 89    |       |
|      | Viktoriia Cherviakova | 23     | 19     | 42    |       |
|      | Mikola Milchev        | 24     | 23     | 47    |       |
| 9    | Suécia (SWE)          | 41     | 47     | 88    |       |
|      | Therese Lundqvist     | 20     | 23     | 43    |       |
|      | Stefan Nilsson        | 21     | 24     | 45    |       |
| 10   | Finlândia (FIN)       | 44     | 44     | 88    |       |
|      | Marjut Heinonen       | 20     | 21     | 41    |       |
|      | Tommi Takanen         | 24     | 23     | 47    |       |
| 11   | Azerbaijão (AZE)      | 42     | 45     | 87    |       |
|      | Nurlana Jafarova      | 20     | 23     | 43    |       |
|      | Emin Jafarov          | 22     | 22     | 44    |       |

### Semifinal
O resultado da semifinal foi o seguinte.
Semifinal 1
| Pos. | Equipe             | Total |
| ---- | ------------------ | ----- |
| 1    | Chipre (CYP)       | 26    |
|      | Andri Eleftheriou  | 13    |
|      | Georgios Achilleos | 13    |
| 2    | Eslováquia (SVK)   | 25    |
|      | Danka Barteková    | 13    |
|      | Štefan Zemko       | 12    |
| 3    | Alemanha (GER)     | 17    |
|      | Christine Wenzel   | 8     |
|      | Ralf Buchheim      | 9     |

Semifinal 2
| Pos. | Equipe            | Total |
| ---- | ----------------- | ----- |
| 1    | Itália (ITA)      | 29    |
|      | Diana Bacosi      | 14    |
|      | Valerio Luchini   | 15    |
| 2    | França (FRA)      | 24    |
|      | Lucie Anastassiou | 10    |
|      | Anthony Terras    | 14    |
| 3    | Chéquia (CZE)     | 16    |
|      | Libuše Jahodová   | 8     |
|      | Jan Sychra        | 8     |

### Final
O resultado final foi o seguinte. 
Disputa pelo bronze
| Pos.              | Equipe            | Total |
| ----------------- | ----------------- | ----- |
| Medalha de bronze | França (FRA)      | 28    |
|                   | Lucie Anastassiou | 13    |
|                   | Anthony Terras    | 15    |
| 4                 | Eslováquia (SVK)  | 24    |
|                   | Danka Barteková   | 11    |
|                   | Štefan Zemko      | 14    |

Disputa pelo ouro
| Pos.             | Equipe             | Total |
| ---------------- | ------------------ | ----- |
| Medalha de ouro  | Itália (ITA)       | 30    |
|                  | Diana Bacosi       | 14    |
|                  | Valerio Luchini    | 16    |
| Medalha de prata | Chipre (CYP)       | 29    |
|                  | Andri Eleftheriou  | 15    |
|                  | Georgios Achilleos | 14    |